# Vedblekmossa
Vedblekmossa (Chiloscyphus profundus) är en bladmossart som först beskrevs av Christian Gottfried Daniel Nees von Esenbeck, och fick sitt nu gällande namn av J.J.Engel et R.M.Schust.. I den svenska databasen Dyntaxa används istället namnet Lophocolea heterophylla. Enligt Catalogue of Life ingår Vedblekmossa i släktet blekmossor och familjen Lophocoleaceae, men enligt Dyntaxa är tillhörigheten istället släktet flikblekmossor och familjen Geocalycaceae. Arten är reproducerande i Sverige. Inga underarter finns listade i Catalogue of Life.

## Bildgalleri

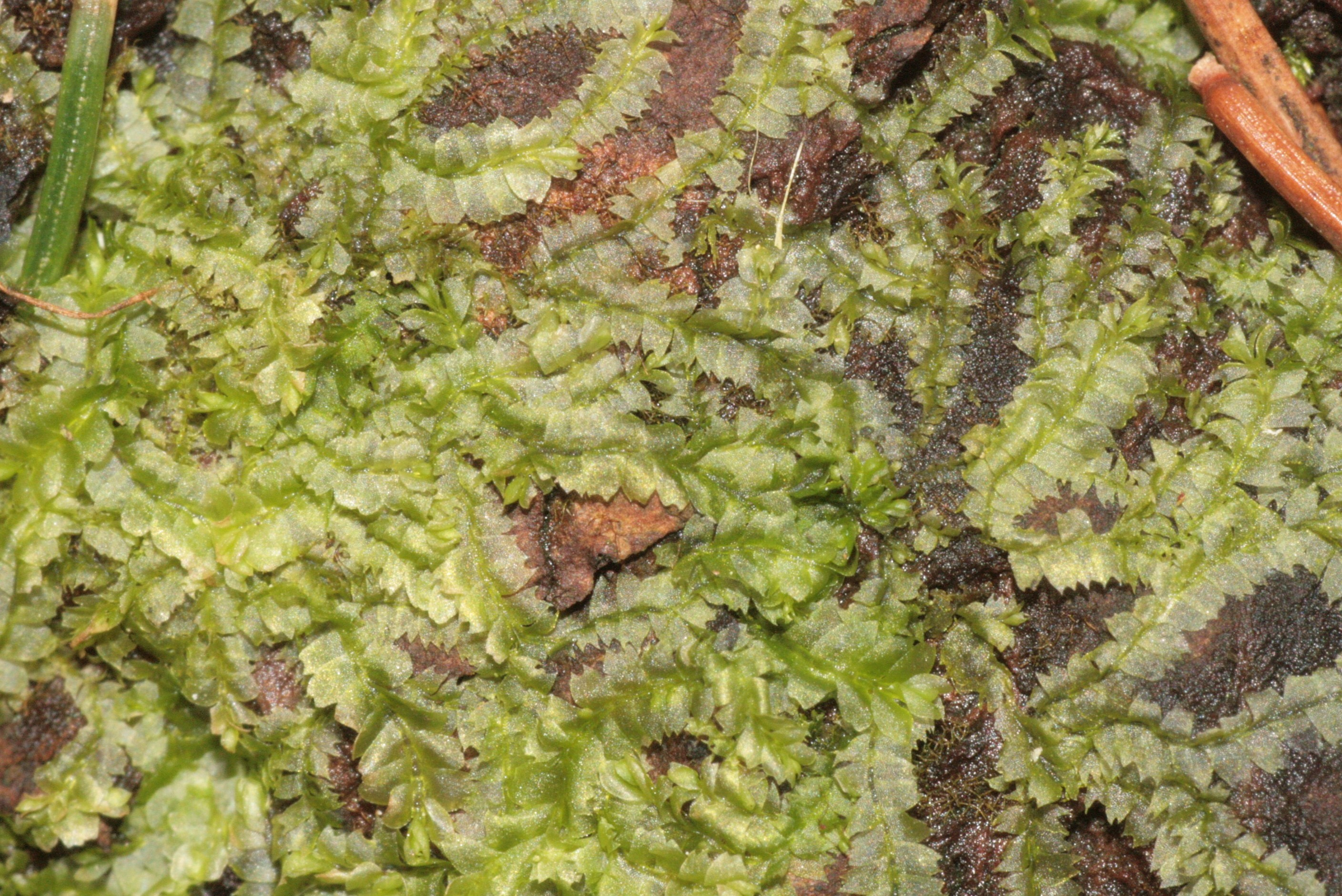
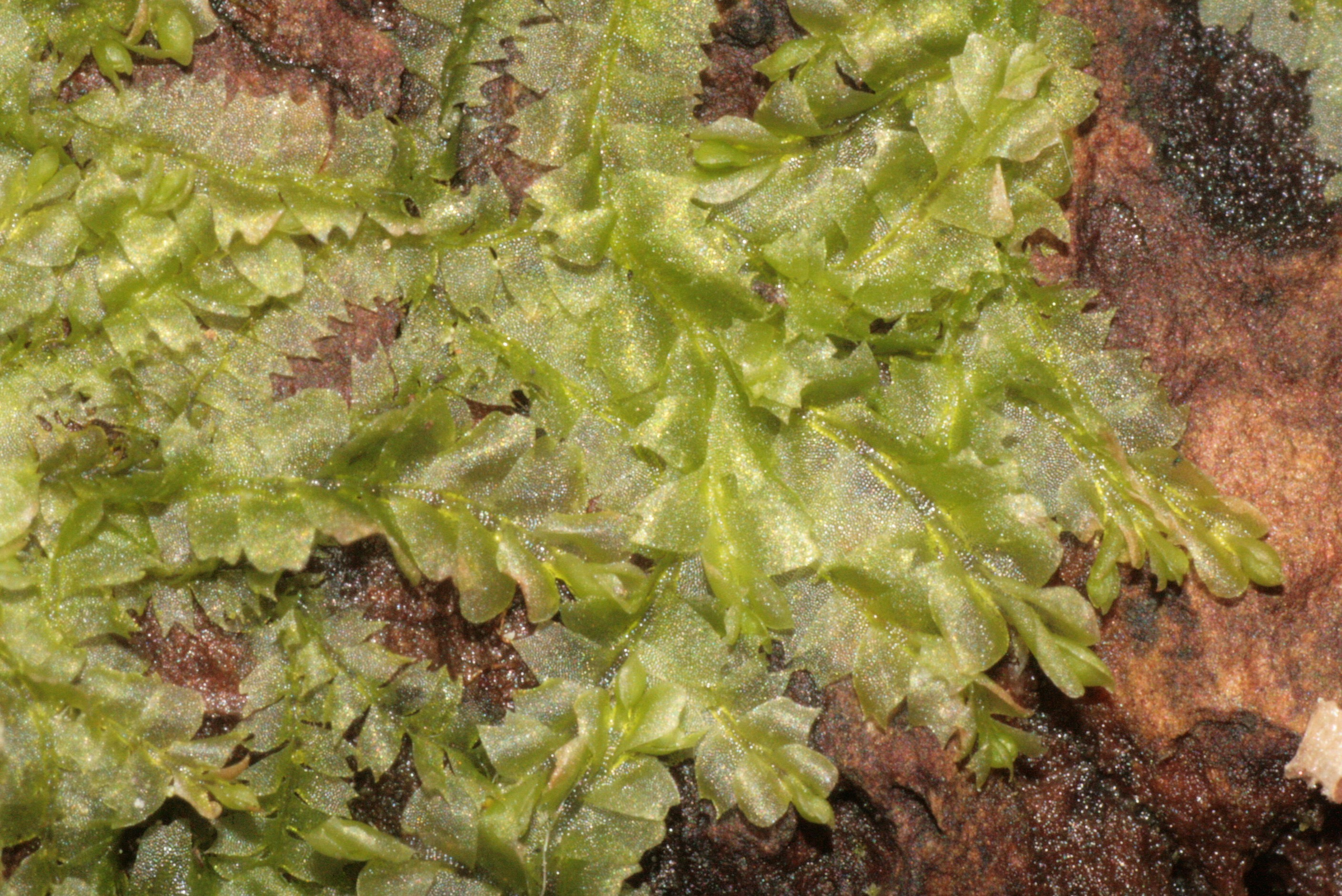
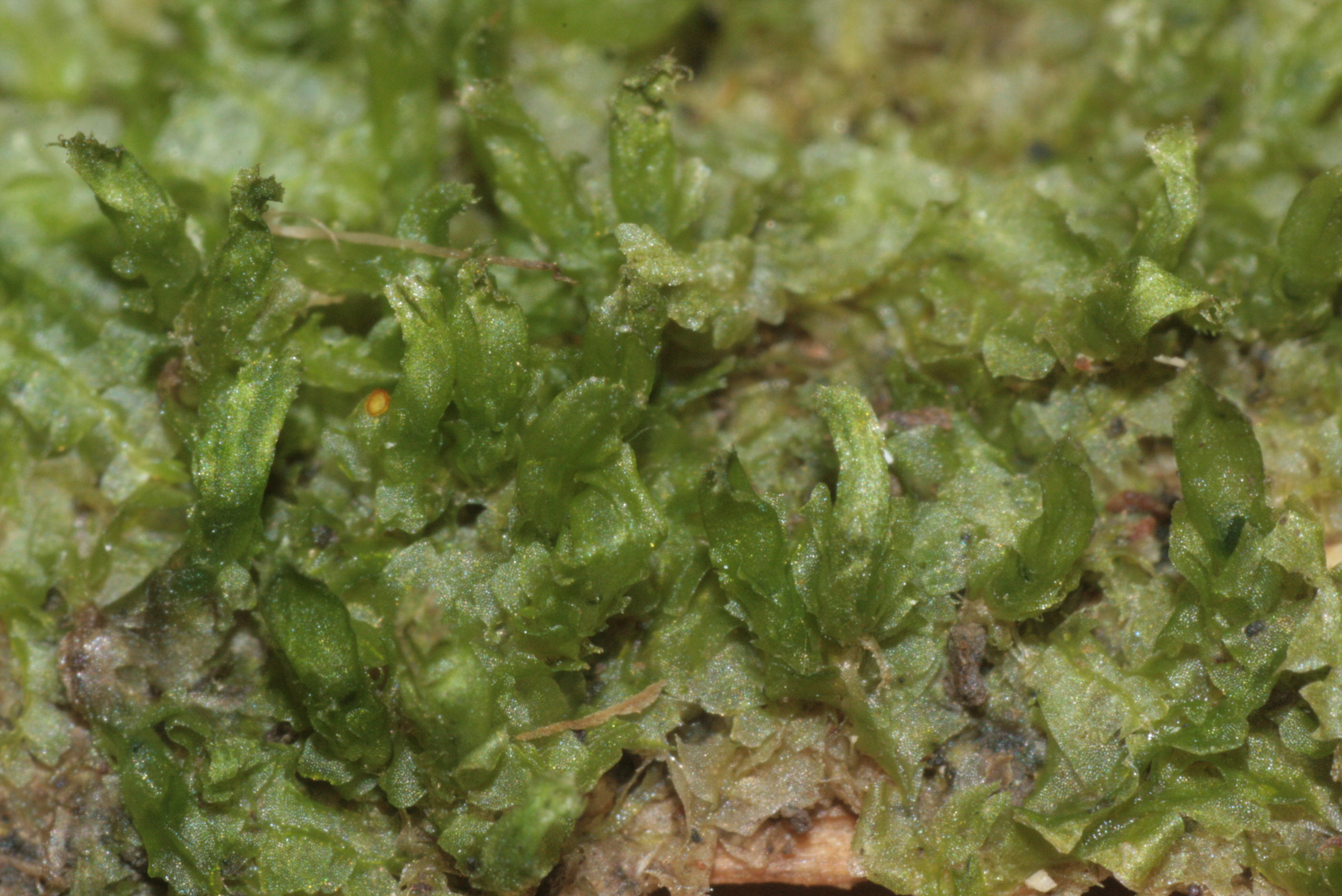
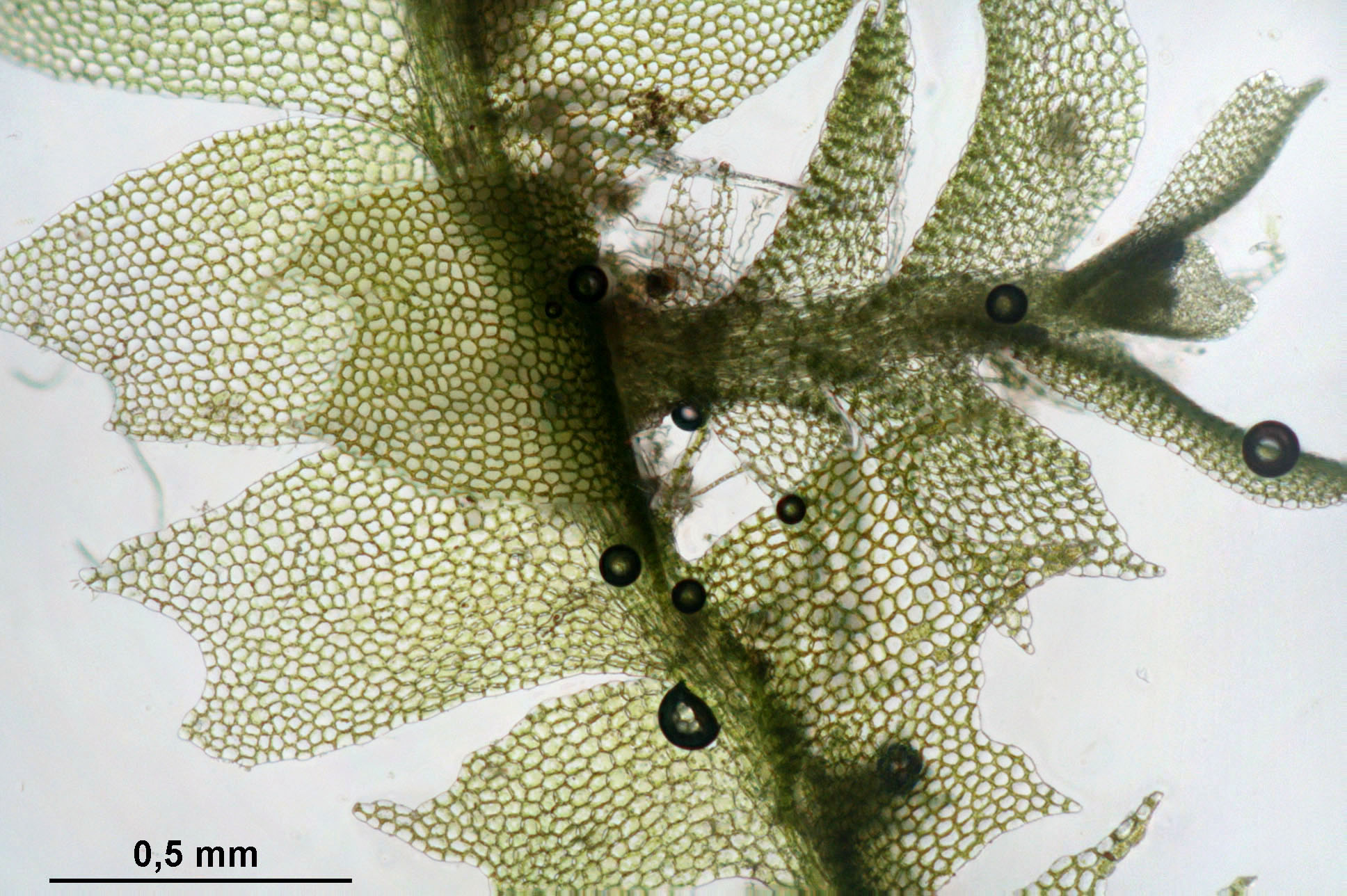